# تپه سوفان
تپه سوفان که در روستای سوفان علیا از توابع شهرستان شوشتر واقع شده، اثری باستانی مربوط به دوران‌های تاریخی پس از اسلام است که در تاریخ ۵ آذر ۱۳۸۰ با شمارهٔ ثبت ۴۳۸۳ به‌عنوان یکی از آثار ملی ایران به ثبت رسیده است.